# 換喩
換喩（かんゆ）、メトニミー（英: metonymy）は、修辞学の修辞技法の一つで、概念の隣接性あるいは近接性に基づいて、語句の意味を拡張して用いる、比喩の一種である。また、そうして用いられる語句そのものをもいう。
文字通りの意味の語句で言い換える換称とは異なる。
上位概念を下位概念で（またはその逆に）言い換える技法を提喩（シネクドキ）といい、これを換喩に含めることもある。下記の実例の項でも提喩の例も挙げる。

## 実例
頻繁に用いられる換喩には、以下のように関係性がある。
包含
ある事物が他の事物を包含するもので、換喩の典型である。たとえば、「食卓」は「テーブル」の意味から転じて、そこに載る食事あるいは料理を指すこともある。米飯を意味する「ごはん」「めし」を食事全体の意味に用いて、「朝ごはん」「晩めし」などと称するのもこれにあたる。また、建物の名称がそこに含まれる事物を表す場合もそうである。代表的なものに、「東宮」（皇太子の居所、または皇太子自身）、「ホワイトハウス」（アメリカ大統領官邸、または当地に勤務する職員）、「ペンタゴン」（アメリカ国防総省および同国の軍事）がある。

道具・器具
しばしば道具や器具の名が、それを使用する職業人やその道具や器具が密接に関わる物事を表す場合。
- 「白バイ」 - 白バイ隊員（警察官）
- 「ペンは剣よりも強し」 - ここでの「ペン」は、それを手に取って文章を書く人、すなわち「文筆家」や「文学家」あるいは「思想家」などの意味である。または、ペンによって書かれるもの すなわち文章，その内容、さらにその訴える力という意味に解することもできる。いずれに解釈しても換喩の例である。
- 「メガホンをとる」 - （映画の制作で）監督を務める

提喩
ある事物の一部分（下位概念）が、全体を意味して（上位概念として）用いられる場合、あるいはその逆である。
下位概念→上位概念
- 「手が足りない」 - 仕事をするために必要な「人」、つまり「働き手」が足りない、という意味。
- 「人はパンのみにて生くる者に非ず」 - ここでの「パン」は、「食べ物」あるいは、より広く「物質的充足」という意味。
- 「お茶でも飲みませんか」 - ここでの「お茶」は「飲み物」という意味。

前述の「ペンは剣よりも強し」における「剣」も、直截的には武器を用いて文筆活動を規制する軍隊や警察官などの意味になるが、軍部・警察等の背後にあってそれらを指揮する、国家･政権･為政者の意味をも含み持つ提喩表現といえる。

上位概念→下位概念
- 「お花見」 - この「花」は、その一種である「桜」という意味。

地名・建物
そこにあることがよく知られている機関・その機能をしばしば比喩する
- 霞が関 - 日本の官公庁、特に 外務省
- 永田町 - 日本の国会
- 兜町 - 日本の金融の中心、特に 証券市場
- ワシントン（ワシントンD.C.） - アメリカ政府
- ホワイトハウス  - アメリカの政治・最高権力
- ホワイトホール（Whitehall） - イギリス政府
- マティニョン館 - フランス行政府
- 中南海 - 中華人民共和国政府、中国共産党
- 汝矣島 - 大韓民国の国会

比喩されるものごと・人物を連想させるような特徴・遺業・象徴など
- 赤頭巾 - 赤い頭巾をかぶった少女[4]。
- きつねうどん、きつねそば（場面によっては、単に、きつね） - キツネの好物とされる油揚げの載ったうどん・そば。
- 漱石を読む - 漱石の作品を読む[5]。
- 玉座に就く／王冠を戴く - 王位に就く。

歴史言語学的には、換喩により語の意味が変化することも珍しくない。例えば「殿（との）」は「宮殿」の意味から（婉曲的に）そこに住む「貴人」「主君」の意味へ、さらに敬称あるいは代名詞的用法に変化した。現在ではもはや比喩であるという意識はほぼ消え、辞書的な語義となっている。「みかど」なども同様。上に引いた「霞が関」などは、『広辞苑』の語釈に本来の語義と換喩的語義とが併記されていて、比喩が市民権を得ていく過程の一断面を示していると言える。